# آرواتو
آرواتو (انگلیسی: Arvato) شرکت فناوری اطلاعات آلمانی است، که در سال ۱۹۹۶ تأسیس شد.